# Tetranodus angulicollis
Tetranodus angulicollis là một loài bọ cánh cứng trong họ Cerambycidae.